# Reformatório Estadual de Ohio
O Reformatório Estadual de Ohio, também chamado de Reformatório de Mansfield, é uma prisão histórica localizada na cidade de Mansfield, Ohio, Estados Unidos. Ela foi construída entre 1886 e 1910, sendo inaugurada em 1891 e permanecendo em operação até 1990, quando uma decisão judicial ordenou seu fechamento.

## História
Mansfield foi selecionada em 1867 como possível local para a construção de uma Penitenciária Intermediária, que tinha a intenção original de servir apenas como meio caminho entre a Escola Industrial para Meninos de Lancaster e a Penitenciária Estadual de Columbus. A construção começou em 1886 e só foi finalizada em 1910 devido problemas de financiamento. O arquiteto original do projeto foi Levi Scofield, que empregou os estilos neogótico e neorromânico com o objetivo de encorajar os detentos a "renascerem" em suas vidas espirituais. O custo de construção foi de mais de um milhão de dólares em valores da época.
O reformatório foi inaugurado em 15 de setembro de 1896 para seus primeiros 150 detentos. Foi considerado por um tempo como uma das melhores prisões do mundo, porém começou a ficar datada e superlotada na década de 1930. Ela permaneceu em operação até 1990, quando uma decisão judicial do juiz distrital Frank J. Battisti ordenou que fosse permanentemente fechado. A maioria dos edifícios e muros foram demolidos, com apenas o prédio principal permanecendo de pé. A Sociedade de Preservação do Reformatório de Mansfield foi formada em 1995, tendo transformado a prisão em um museu. A sociedade também realiza visitas guiadas com objetivo de angariar fundos a fim de financiar projetos de reabilitação e preservação do local.
Vários filmes, séries de televisão e clipes musicais já foram filmados no reformatório. O primeiro foi o longa-metragem Harry and Walter Go to New York de 1976, em que a prisão é usada como locação para a parte central da história. Depois disso ela já apareceu em outras produções como Tango & Cash, Air Force One, Ghost Hunters e Ghost Hunters Academy, além de clipes de artistas como Godsmack, Lil Wayne e Anti-Flag. A produção mais famosa a ser realizada no reformatório foi The Shawshank Redemption, em que a maior parte do filme foi filmado na prisão e nos arredores de Mansfield.